# Otfried Höffe

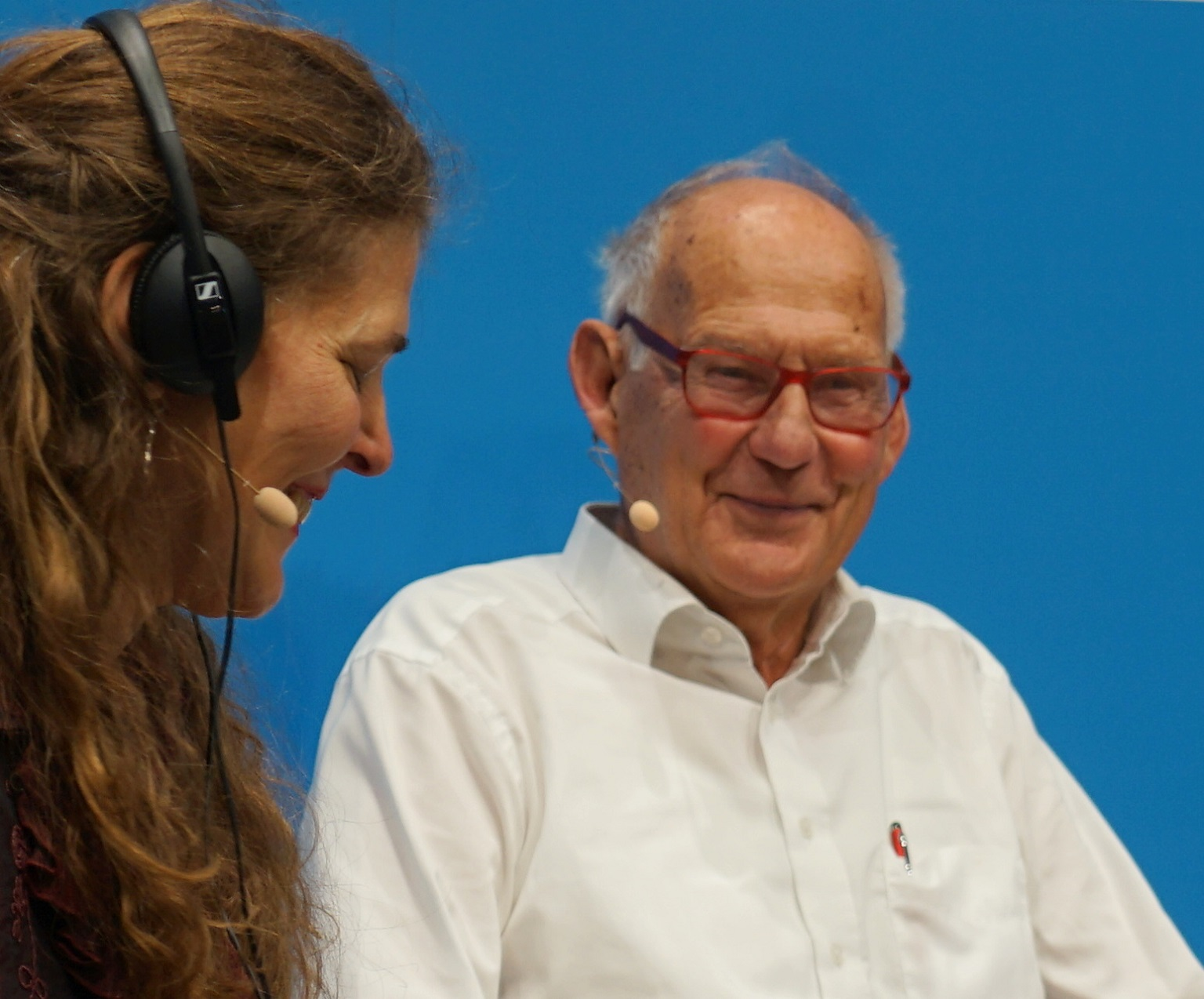
Otfried Höffe (2018)

Otfried Höffe (ur. 12 września 1943 w Głubczycach) – filozof niemiecki.
W 1992 objął stanowisko profesora filozofii na uniwersytecie w Tybindze. W 2002 został wykładowcą prawa na uniwersytecie w szwajcarskim mieście St. Gallen. 
Jest autorem licznych prac na temat etyki, prawa, polityki i ekonomii, a także na temat filozofii Immanuela Kanta i Arystotelesa.
Spośród jego publikacji w Polsce ukazała się m.in. książka: Etyka państwa i prawa, tłum. Czesław Porębski, Wydawnictwo Znak, Kraków 1992 ISBN 83-7006-225-3.